# Grupo de la zona de volutas
El Grupo de la zona de volutas es el nombre de un grupo de pintores de vasos que ya no son conocidos por su nombre hoy en día y que fueron importantes representantes del estilo Fikellura de la pintura de vasos de la Grecia Oriental en la segunda mitad del siglo VI a. C. en la época del estilo orientalizante.
El Grupo de la zona de volutas era el grupo más importante de artistas del estilo Fikellura, además del Grupo de corredores. Está cronológicamente al final del estilo y se considera su última etapa. A diferencia de sus predecesores, los representantes del grupo ya no decoraban sus vasos en las zonas más llamativas con figuras, sino que reducían su ornamentación a grandes volutas envolventes. Entre ellos se encuentran a menudo los frisos en forma de hoz. El Grupo de la zona de volutas tuvo una gran participación en la producción de Fikellura, una gran parte de los vasos del estilo puede atribuirse a ellos.